# Magdalenenstraße
Magdalenenstraße is een station van de metro van Berlijn, gelegen onder de Frankfurter Allee, nabij de kruising met de Magdalenenstraße, in het stadsdeel Lichtenberg. Station Magdalenenstraße werd geopend op 21 december 1930 als deel van de nieuwe lijn E, de huidige U5. Het gebouwencomplex tussen de Frankfurter Allee, de Magdalenenstraße, de Ruschestraße en de Normannenstraße, direct ten noorden van het metrostation, huisvestte in de DDR-periode het hoofdkwartier van het Ministerium für Staatssicherheit; tegenwoordig is hier onder meer een Stasi-museum gevestigd.
Magdalenenstraße kreeg zoals alle stations op lijn E een standaardontwerp van de hand van Alfred Grenander, indertijd huisarchitect van de Berlijnse metro. Om de sterk op elkaar gelijkende stations van elkaar te onderscheiden maakte Grenander gebruik van de zogenaamde kenkleur, die toegepast werd op vaste elementen als de wandbetegeling en de stalen steunpilaren. De toewijzing van de kenkleur volgde een zich herhalend patroon: roze, lichtgrijs, geel, blauwgroen, lichtgroen. Station Magdalenenstraße werd uitgevoerd in de kleur lichtgrijs. De perronhal is ongeveer anderhalve verdieping hoog, zodat men perron en sporen vanaf de tussenverdieping kan overzien. Aan beide uiteinden van het eilandperron leiden uitgangen naar de Frankfurter Allee.

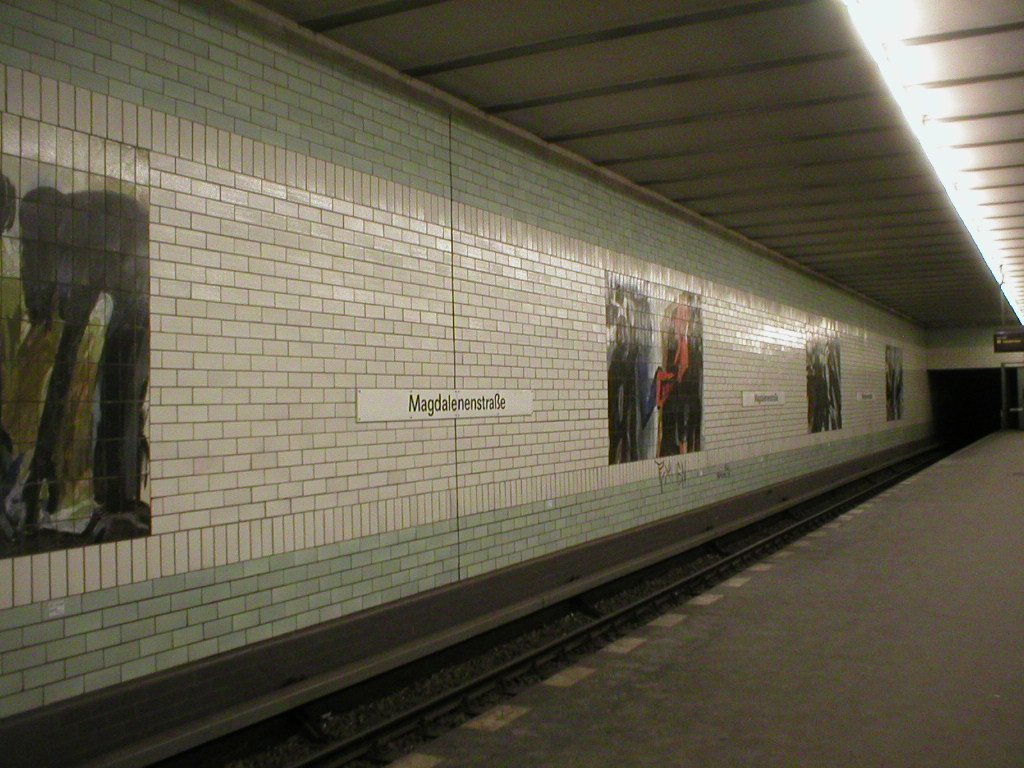
Het station zoals het er voor de renovatie van 2004 uitzag

In de DDR-tijd werd de oorspronkelijke betegeling vervangen en in 1986 luisterde men de wanden op met tegeltableaus die thema's uit de 20e-eeuwse Duitse geschiedenis uitbeelden. Tussen 2003 en 2004 stak men de oudste stations van de U5 in een nieuw jasje. De wandbetegeling moest wijken voor een vandalismebestendige bekleding van geëmailleerde metaalplaten, waarbij werd teruggegrepen op het principe van de kenkleur. In station Magdalenenstraße werd echter van het oorspronkelijke kleurenschema afgeweken en koos men voor diverse groene tinten. Op de plaatsen van de tegeltableaus liet men uitsparingen in de wandbekleding, zodat deze nog altijd te zien zijn. Ook werd de verlichting verbeterd, werd er een nieuwe vloer gelegd en kwam er nieuw perronmeubilair.
Het station is momenteel alleen bereikbaar via trappen, maar uiteindelijk moeten alle Berlijnse metrostations van een lift voorzien zijn. De inbouw van een lift in station Magdalenenstraße zal volgens de prioriteitenlijst van de Berlijnse Senaat pas na 2010 plaatsvinden.